# 500 lire "Ponte Milvio"
Per commemorare i 2100 anni dall'edificazione di Ponte Milvio a Roma nel 1991 è stata coniata una moneta da 500 lire in argento. 

## Dati tecnici
Al dritto è ritratta l'allegoria dell'Italia volta a sinistra e coronata dal ponte Milvio tra le cui chiome, che divengono le acque del Tevere, si trova il gonfalone della città di Roma; in basso si trova la firma dell'autore EUGENIO DRIUTTI. In giro è scritto "REPUBBLICA ITALIANA" . 
Al rovescio al centro è rappresentato il ponte Milvio, in alto lungo il bordo è scritto "PONTE MILVIO MMC", a destra sta la data. L'indicazione del valore e il segno di zecca R, posto sotto di esso, sono in esergo.
Nel contorno: R.I. fra tre stelle e fronde d'alloro ripetuto per tre volte in rilievo
Il diametro è di 32 mm, il peso: 15 g e il titolo è di 835/1000
La tiratura complessiva è di 71.500 esemplari
La moneta è stata coniata in fior di conio e con il fondo a specchio, rispettivamente in 58.000 e 13.500 esemplari.
Questa moneta è stata eletta moneta dell'anno fra quelle del 1991 dai lettori del World Coins News negli Stati Uniti.